# Universal Hero
Universal Hero è un videogioco pubblicato dalla Mastertronic uscito nel 1986 per lo ZX Spectrum e successivamente nel 1987 per la Famiglia Atari 8-bit.
La versione per lo Spectrum è stata sviluppata da Stuart Middleton sotto il nome di Xcel Software.

## Modalità di gioco
Il giocatore che veste i panni di Burt detto "Universal Hero", deve riparare una navicella spaziale in modo tale da partire alla volta di un pianeta sul quale potrà trovare le parti di ricambio necessarie per riparare una navicella fuori controllo.
Il gioco è una avventura arcade dove il giocatore deve sia esplorare l'ambiente circostante che evitare i nemici. Occorre inoltre risolvere alcuni puzzle, trovando oggetti semplici che devono essere posti nelle posizioni corrette per poter procedere con il gioco.
La conversione per Atari ricevette recensioni positive anche se un bug presente nel software rendeva impossibile completare il gioco.